# Clastobryella kusatsuensis
Clastobryella kusatsuensis là một loài rêu trong họ Sematophyllaceae. Loài này được (Besch.) Z. Iwats. mô tả khoa học đầu tiên năm 1963.